# Section des Lombards
La section des Lombards était, sous la Révolution française, une section révolutionnaire parisienne.

## Représentants
Elle était représentée à la Commune de Paris par :
- Blandin,
- Hoener,
- Jacques Mathurin Lelièvre (jeune), né à Paris en 1754, graveur en pierres fines, demeurant 253, rue Saint-Martin. Juge révolutionnaire, il fut commissaire pour l'organisation de la fête du 26 août 1792 en l'honneur des patriotes morts le 10 août avant d'être guillotiné le 11 thermidor an II (29 juillet 1794).
- Jacques Cordas, né en 1751, brodeur, demeurant 1, rue des Écrivains.

## Territoire
Secteur entre les rues Saint-Martin et Saint-Denis, depuis la tour Saint-Jacques jusqu’à la rue aux Ours.

## Limites
La rue Saint-Martin, à droite, depuis la rue aux Ours, jusqu’à la rue Saint-Jacques-la-Boucherie : la rue Saint-Jacques-la-Boucherie, à droite, jusqu’à la rue Saint-Denis : la rue Saint-Denis, à droite, jusqu’à la rue aux Ours : la rue aux Ours, à droite de la rue Saint-Denis à la rue Saint-Martin.

## Intérieur
Les rues Salle-au-Comte, Quincampoix, de Venise, Aubry-Boucher, Trousse-Vache, Oignard, des Trois-Maures, des Cinq-Diamants, des Lombards, de la Vieille-Monnaie, de la Heaumerie, Mariveau, des Écrivains, d'Avignon, etc., et généralement tous les rues, culs-de-sac, places, etc. enclavés dans cette limite.

## Local
La section des Lombards se réunissait dans l’église Saint-Jacques-la-Boucherie, dont le seul vestige conservé est son clocher : la Tour Saint-Jacques.

## Population
14 800 habitants, dont 560 économiquement faibles. La section comprenait 2 500 citoyens actifs.

## 9 Thermidor an II
Lors de la chute de Robespierre, le 9 thermidor an II (27 juillet 1794), la section des Lombards soutint la Convention nationale, sauf Lelièvre qui prêta serment à la Commune de Paris.
Le commandant de la Garde nationale de la section des Lombards, Chatelin, sera lui aussi guillotiné le 11 thermidor an II (29 juillet 1794).

## Évolution
Après le regroupement par quatre des sections révolutionnaires par la loi du 19 vendémiaire an IV (11 octobre 1795) qui porte création de 12 arrondissements, la présente section est maintenue comme subdivision administrative, puis devient, par arrêté préfectoral du 10 mai 1811, le quartier des Lombards (6e arrondissement de Paris).